# Clover

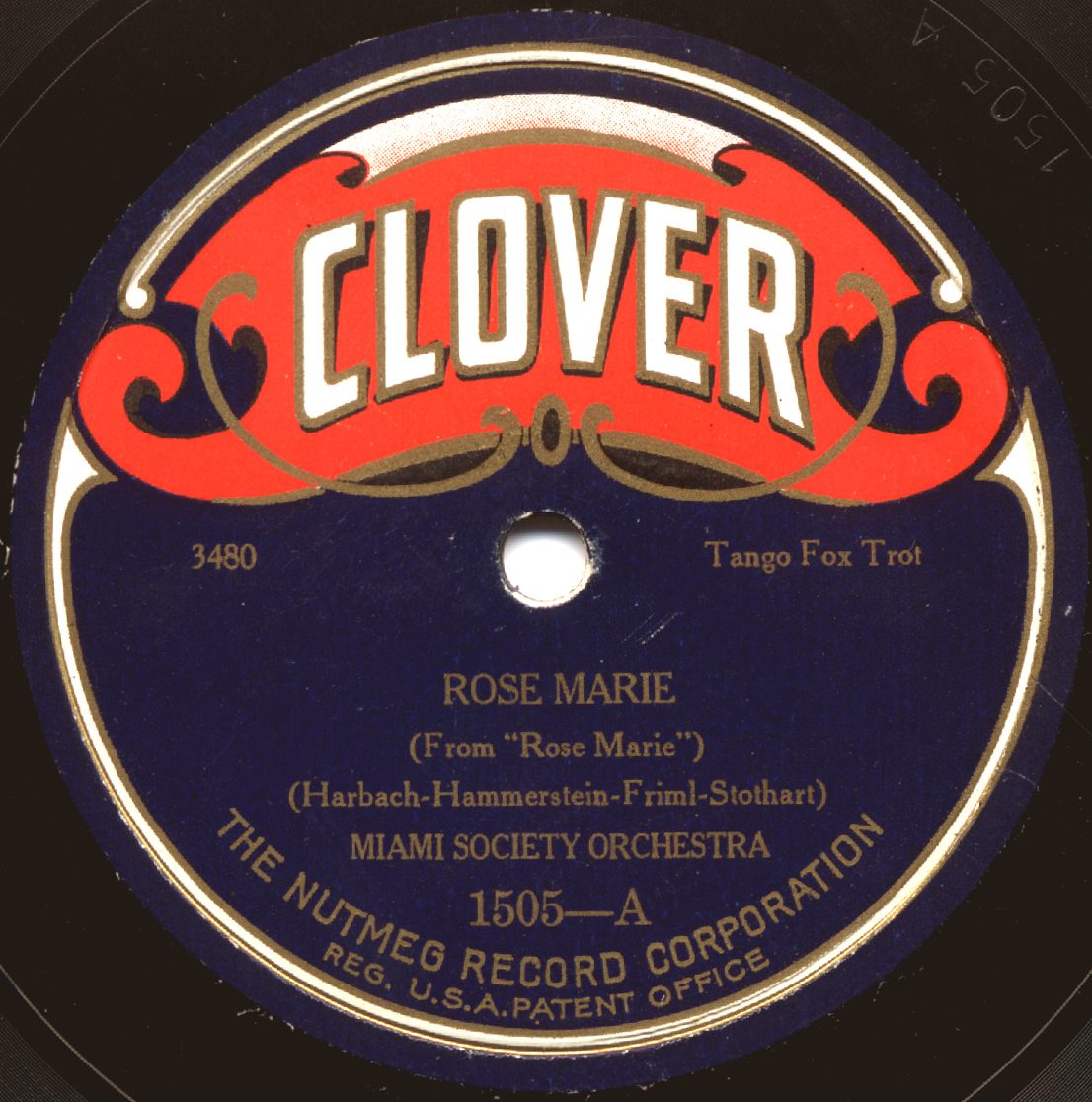
Etikett för Clover

Clover var ett amerikanskt skivmärke under 78-varvareran.
Clover tillverkades av eller för ett företag kallat "The Nutmeg Record Corporation". Själva inspelningarna kom dock huvudsakligen från Emerson samt från Grey Gull (som dock i sin tur köpte många av sina inspelningar från Emerson). Märket existerade endast under en kortare period cirka 1924-1926, och hade endast en katalognummerserie, vilken verkar ha sträckt sig från 1500 till cirka 1764. Repertoaren bestod huvudsakligen av dansmusik och tidens populära schlagermelodier varvat med enstaka inslag av mer renodlad jazz (exempelvis inspelningar av Original Indiana Five).